# Primera Internacional
|  | Aquest article tracta sobre la Primera Internacional del s.XIX. Si cerqueu l'organització anarcosindicalista del s.XX, vegeu «Associació Internacional de Treballadors». |

L'Associació Internacional dels Treballadors (AIT) o Primera Internacional, fou la primera gran organització que va tractar d'unir els treballadors dels diferents països; es fundà el 1864 i es dissolgué el 1881.
Fou fundada a Londres el 1864, va agrupar inicialment els sindicalistes anglesos, anarquistes, socialistes francesos i italians republicans. Aspirava arganitzar políticament el proletariat a Europa i la resta del món, i també a crear un fòrum per a examinar problemes en comú i proposar línies d'acció. Hi van col·laborar Karl Marx i Friedrich Engels. També hi va participar Mikhaïl Bakunin, i a causa de les tensions que sofria amb Marx, es va produir un enfrontament entre els marxistes i els anarquistes, després del qual els partidaris de Bakunin van ser expulsats.
El 1872 el Consell General de l'AIT es trasllada des de Londres, on era establert des l'inici, a Nova York, i s'hi va dissoldre oficialment el 1876. El 1889 s'estableix la Segona Internacional, de caràcter socialdemòcrata, com la successora en les seves fins polítiques, i que durarà fins al 1916, i el 1922 apareix l'Associació Internacional dels Treballadors (AIT) organització anarcosindicalista, que prentén recollir el testimoni de la zona llibertària i que arriba fins a l'actualitat.
La Primera Internacional va ser considerada com un dels majors factors que van conduir a la creació de la Comuna de París de 1871. Encara que aquesta idea és disputada, Marx va fer un escrit en relació amb la defensa de la Comuna. Publicat com La Guerra Civil a França (1871), reuneix el primer (juliol 1870) i segon manifests (setembre 1870) del Consell General la AIT i el manifest de juny de 1871, escrits per Marx.

## Història

### Orígens
L'AIT neix com a resposta a l'explotació que pateixen els i les treballadores a conseqüència de la revolució industrial. El seu objectiu és aconseguir un ordre social més just i igualitari, lluitant contra el capitalisme. És un símbol de solidaritat internacional entre els obrers d'arreu del món per sobre de qualsevol frontera.
El 1862, dirigents sindicals anglesos i francesos es van reunir a Londres amb ocasió d'una exposició internacional. Allà va forjar la idea d'una organització obrera internacional. Dos anys després, el 1864, reunits al Saint Martin's Hall (Londres), van formar un comitè amb la missió de redactar un programa i uns estatuts per a una Associació Internacional de Treballadors que, posteriorment, va ser coneguda amb el nom de Primera Internacional.
Els estatuts, pels quals es constituïa formalment, que la defineixen com "un centre de cooperació i comunicació entre els obrers de diferents països" regida per un consell general "compost per obrers pertanyents als països representats", van ser aprovats en 1866. No va aconseguir una adscripció massiva, de fet no va ser gairebé coneguda fins als successos de la comuna de París, tot i que a França sí que va aconseguir un gran arrelament gràcies a "Tolain", que tot i ser proudhonià estava a favor d'una organització formal. A Espanya no va tenir repercussió fins a l'arribada de Fanelli, enviat per la secció anarquista de la Internacional, que va aconseguir una modesta implantació a Barcelona. La secció marxista va ser introduïda a Espanya per Lafargue, aconseguint implantar-se a Madrid i a la Cornisa Cantàbrica, amb una afiliació igualment modesta. La escissió es manifestarà també a Espanya, sent majoritària la posició anarquista.

## Conferències i congressos
- Conferència preliminar de Londres (Regne Unit), 25 al 29 de setembre de 1865. Treballs preparatoris per a l'I Congrés.
- Conferència de Londres (Regne Unit), 7 al 23 setembre de 1871. Convocat davant la imposibilitat de realitzar el respectiu congrés anual per la Guerra francoprussiana i la Comuna de París en 1870 i 1871

### I Congrés de Ginebra
El Congrés de Ginebra de 1866, celebrat del 3 al 8 de setembre, és el nom comú assignat al Primer Congrés General de l'Associació Internacional de Treballadors celebrat a Ginebra, Suïssa. Hi van assistir 46 delegats regulars: 6 formaven part del Consell General, representant 22 seccions de l'AIT, 20 representaven 13 seccions de Suïssa, 17 representaven 4 seccions de França i 3 representaven 4 seccions d'Alemanya. Tanmateix, van participar-hi 14 delegats fraternals, d'un total de cinc països, 11 dels quals representaven organitzacions afiliades, com ara sindicats suïssos i societats educatives. El Congrés es recordat haver decidir com a objectiu principal del moviment socialista internacional, l'establiment universal de la jornada laboral de 8 hores.

### II Congrés de Lausana
El Congrés de Lausana de 1867, celebrat del 2 al 8 de setembre de 1867, és el nom comú assignat al Segon Congrés General de l'Associació Internacional de Treballadors. La reunió es va celebrar a la ciutat de Lausana, Suïssa . Hi van assistir 71 delegats dels quals la majoria (38) estaven afiliats al moviment sindical suís. També hi van assistir 18 representants del moviment obrer francès, incloent Tolain i el futur gendre de Karl Marx, Charles Longuet; 6 delegats alemanys, inclosos el metge Louis Kugelmann i el filòsof Ludwig Büchner; 2 delegats de Gran Bretanya i Itàlia i un de Bèlgica. A més, hi van assistir quatre membres del Consell General de l'AIT, encapçalats per Johann Eccarius.
La trobada va tractar l'estructura organitzativa de l'AIT. Els principals acords que es van acordar van ésser:
- Una quota uniforme d'un cèntim anglès per cap, que es pagaria trimestralment al Consell General de Londres. Es va decidir que, al seu torn, el Consell General estigués obligat a emetre informes trimestrals a les comissions centrals de les seves organitzacions nacionals afiliades.[2]

- La ratificació de les resolucions del Congrés de Ginebra sobre la lluita i les vagues econòmiques i va aprovar una resolució sobre la llibertat política que subrallava que l'emancipació social dels treballadors era inseparable de l'alliberament polític.

- Instar als membres de l'AIT a forçar als sindicats a dedicar els seus fons a la producció cooperativa en comptes de deixar els actius en comptes bancaris, formulada per Eccarius.

- Posicionament a favor de l'educació lliure, obligatòria i laica.[2]

- Promoure la socialització del transport i deixar de banda les grans empreses, en el que va ser la primera mesura socialitzadora de l'AIT.[2]

### III Congrés de Brussel·les
El Congrés de Brussel·les de 1868, celebrat al mes de setembre, és el nom comú assignat al Tercer Congrés General de l'Associació Internacional de Treballadors. El principal acord aprovat van ésser les tàctiques de Marx en relació amb la Lliga de la Pau i la Llibertat, oposant-se a la filiació oficial emanada del II Congrés, i va demanar a la classe obrera que combinés els esforços amb totes les forces antimilitaristes progressistes.

### IV Congrés de Basilea
El Congrés de Basilea de 1869, celebrat del 6 al 12 de setembre de 1869, és el nom comú assignat al Quart Congrés General de l'Associació Internacional de Treballadors. La reunió es va celebrar a la ciutat de Basilea, Suïssa. Hi van assistir 75 delegats que representaven els moviments socialistes i obrers dels Estats Units, Anglaterra, França, Bèlgica, Alemanya, Àustria, Suïssa, Itàlia i Espanya. Entre els assistents s'hi trobà el català Rafael Farga i Pellicer.
La conferència va destacar per la confrontació entre els mutualistes proudhonistes i posicions més col·lectivistes. El socialdemòcrata belga de Paepe va tenir un paper decisiu en apropar la delegació belga al col·lectivisme i aïllar els proudhonistes, majoritàriament francesos.

### V Congrés de la Haia
El Congrés de la Haia de 1872, celebrat del 2 al 7 de setembre de 1872, és el nom comú assignat al Cinquè Congrés General de l'Associació Internacional de Treballadors. La reunió es va celebrar a la ciutat neerlandesa de la Haia amb posterioritat als fets de la Comuna de París. Va ser dirigit per Karl Marx i Frederich Engels. Hi van assistir 69 delegats pertanyents a organitzacions de treballadors d'onze països. Els italians no hi van participar i la delegació d'Alemanya va ser la més nombrosa, Hi va haver una delegació espanyola.
El Congrés de la Haia és conegut per l'intent d'expulsió de Bakunin i Guillaume i per la decisió de traslladar el Consell General a la ciutat de Nova York. Tanmateix, les principals resolucions es van centrar en comprometre la Internacional a construir partits polítics, destinats a captar el poder estatal com a condició indispensable per a la transformació socialista. Per altra banda, el discurs de Bakunin va ser molt crític amb les idees de Marx, titllades d'autoritàries i argumentant que si un partit marxista arribava al poder, els seus líders acabarien essent tant dolents com la classe dirigent que havien combatut.
Aquest xoc se cita sovint com l'origen del llarg conflicte entre anarquistes i marxistes.

## Principals punts tractats
- Necessitat d'una acció unitària del proletariat, i l'organització de la classe obrera.
- Lluita per l'emancipació econòmica i per l'abolició de la societat classista.
- Solidaritat internacional obrera.
- Reconeixement de la importància del moviment sindical.
- Vaga com a instrument de lluita.
- Acció política.
- Abolició de la propietat privada dels béns de producció i dels exèrcits permanents.

## La crisi de l'AIT

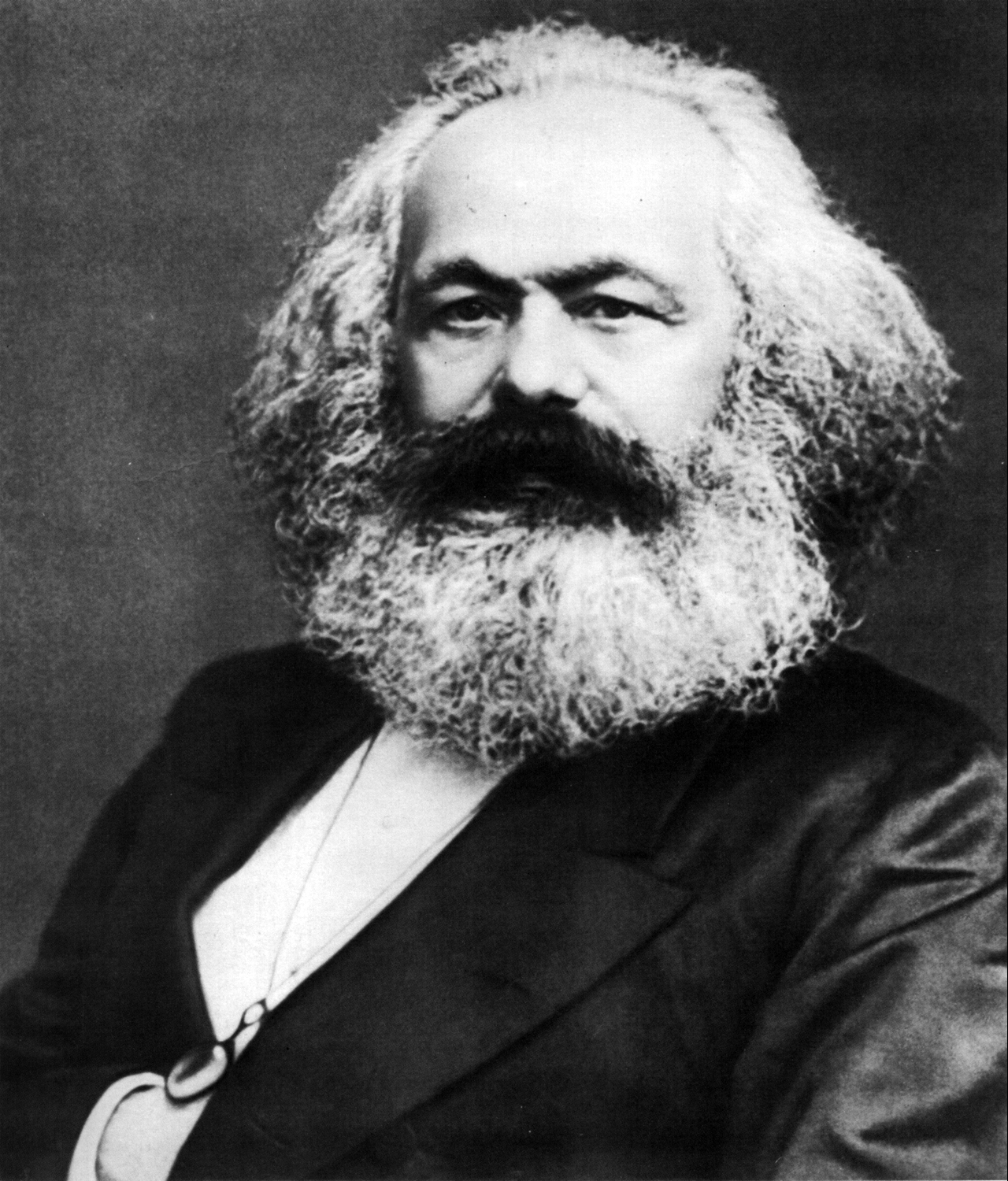
Karl Marx

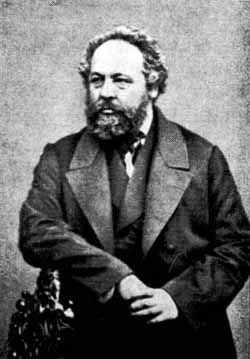
Mikhaïl Bakunin

### Enfrontaments interns
A partir del 1870 l'AIT va entrar en crisi, més que res per les diferències ideològiques entre els anarquistes i els marxistes. Un dels punts que va voler tractar Marx era l'acció política i els anarquistes estaven totalment en contra d'aquest punt, cosa que ja van fer notar al II Congrés realitzat a Lausana. A poc a poc les tensions van anar augmentant, sobretot entre Bakunin i Marx, i ja al IV Congrés, el de Basilea hi va haver un enfrontament directe entre ells dos, Bakunin el que volia era que la I Internacional fos una coordinadora de moviments social-revolucionaris autònoms que actuarien contra els estats a nivell internacional, a més rebutjava la rigidesa i l'autoritat que existia a l'Internacional. Marx simplement pensava que els anarquistes eren massa individualistes i taxava a Bakunin d'ingenu.
El 1872, al V Congrés, realitzat a la Haia els bakuninistes foren expulsats. Va ser la primera gran separació entre els defensors del treballador.

### La Comuna de París
A París, el 1871, es va produir una insurrecció obrera molt important. Molts dels insurrectes, ja fossin francesos o exiliats formaven part de la Primera Internacional.
La Comuna fou una revolta espontània contra els elements conservadors que havien triomfat en les eleccions.
El manifest de la Comuna va ser un autèntic projecte per a crear un Estat socialista format per municipis comuns— lliures i autònoms, federats entre si a nivell nacional i fins i tot internacional. Es va decretar la separació de l'Església i l'Estat, i es va realitzar una avançada legislació social que reglamentava el treball.
La Comuna de París tindria una enorme ressonància en el món, tant entre el dividit moviment obrer, que per primera vegada veia la realització pràctica dels seus programes, com entre les burgesies i els governs europeus, que es disposaven a prendre mesures repressives en previsió de fets similars.
La Comuna, totalment aïllada i sense cap suport exterior, va ser aixafada després d'una terrible repressió de l'exèrcit francès. Amb això també la Internacional en el Congrés de la Haia, de 1872, va entrar definitivament en crisi, tant pels enfrontaments interns com pel seu fracàs en la Comuna de París o en no haver assolit evitar la guerra francoprussiana, que fou un preludi del fracàs similar del moviment obrer europeu de 1914.

## Els assoliments de la Primera Internacional
- El seu primer èxit polític va ser en la lluita que van dirigir els seus membres per la reforma dels drets polítics a Anglaterra.
- Els membres de la Internacional van dirigir una gran campanya per una legislació laboral més progressiva: van exigir una jornada de treball més curta i van condemnar el treball nocturn i totes les formes de treball perjudicials per a les dones i els nens.
- La Internacional va estimular l'organització sindical en diversos països i va buscar elevar el nivell polític del moviment sindical. Va donar suport a les vagues que es van estendre d'un país a l'altre després de la crisi econòmica del 1866.
- Va expressar la seva solidaritat activa en guerres civils i nacionals, per exemple va donar suport a la lluita de Lincoln en contra dels esclavistes del Sud durant la guerra civil dels Estats Units.
- Però el que va deslligar l'odi de tota la burgesia, va ser el suport donat a la Comuna de París.
- La Comuna de París.
- Es va demostrar que la unió internacional dels treballadors era possible, fructífera i feia goig d'una bona organització.